# NGC 4567/8

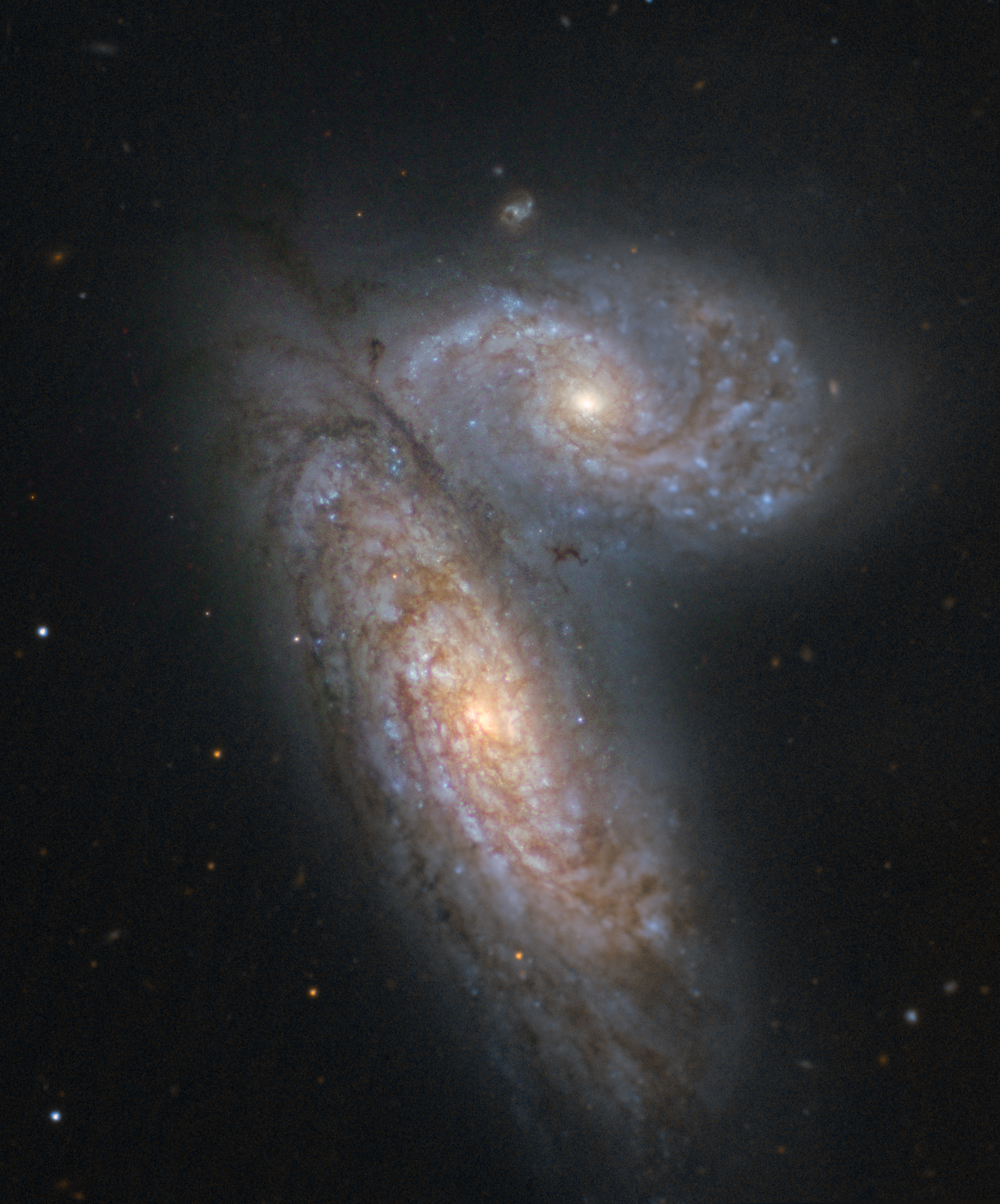
NGC 4567 (haut) et NGC 4568 (bas)

NGC 4567/8 est un couple de galaxies spirales en interaction gravitationnelle, ce qui est fréquent dans les amas. Situé dans la Vierge, ce couple appartient à l'amas de la Vierge qui est distant d'environ 60 millions d'années-lumière.
La plus grande des deux galaxies, NGC 4568, présente une dimension angulaire apparente de 4,6' par 2,1' d'angle et sa compagne 3' par 2,1' d'angle. Leurs magnitudes sont, respectivement, de 10,8 et de 11,3.